# Бруно Белон
Бруно́ Бело́н (на френски: Bruno Bellone) е бивш френски футболист и дългогодишен състезател на националния отбор по футбол на Франция, играл на поста ляво крило. Европейски шампион от Евро 84, като във финала отбелязва победното второ попадение срещу отбора на Испания. Бронзов медалист от Мондиал 86. В четвъртфинала на това първенство отбелязва третата дузпа срещу отбора на Бразилия. Срещата завършва наравно 1–1 в редовното време, но при дузпите Франция е краен победител. Участва и на Мондиал 82 на което Франция губи мача за 3-то място срещу отбора на Полша след загуба с 3–2. На клубно ниво е носил екипите на Монако, Кан и Монпелие. Прекратява кариерата си едва на 28 г. поради контузия.

## Успехи
Монако
- Шампион на Франция (1): 1981–82
  - Вицешампион (1): 1983–84
- Купа на Франция (1): 1984–85
  - Финалист (1): 1983–84
- Суперкупа на Франция (1): 1985

 Франция
- Европейски шампион (1): Евро 84
  - 3-то място – Мондиал 86
    - 4-то място – Мондиал 82